# Fail-Safe
Fail-Safe is een Amerikaanse avonturenfilm uit 1964 onder regie van Sidney Lumet. In Nederland werd de film destijds uitgebracht onder de titel Fataal alarm.

## Verhaal
Een vliegtuig van de Verenigde Staten wordt per abuis de lucht ingestuurd om de Sovjet-Unie te bombarderen. Daardoor worden de Russische en de Amerikaanse regeringen in een crisis gestort, die hun noodzaakt om snel beslissingen te nemen.

## Rolverdeling
| Acteur          | Personage         |
| --------------- | ----------------- |
| Dan O'Herlihy   | Generaal Black    |
| Walter Matthau  | Groeteschele      |
| Frank Overton   | Generaal Bogan    |
| Edward Binns    | Kolonel Grady     |
| Fritz Weaver    | Kolonel Cascio    |
| Henry Fonda     | President         |
| Larry Hagman    | Buck              |
| William Hansen  | Minister Swenson  |
| Russell Hardie  | Generaal Stark    |
| Russell Collins | Knapp             |
| Sorrell Booke   | Congreslid Raskob |
| Nancy Berg      | Ilsa Wolfe        |
| John Connell    | Thomas            |
| Frank Simpson   | Sullivan          |
| Hildy Parks     | Betty Black       |